# Clarissa Ward
Clarissa Ward   (Londres, 31 de gener de 1980) és una periodista de televisió estatunidenca que actualment és corresponsal internacional cap de la CNN. Anteriorment treballava en CBS News, amb seu a Londres i abans era corresponsal de notícies a Moscou per l'ABC News.